# Liste der bayerischen Orden und Ehrenzeichen
Diese Liste der bayerischen Orden und Ehrenzeichen beinhaltet sowohl die heute vom Freistaat Bayern verliehenen Orden und Ehrenzeichen, als auch diejenigen aus der Zeit der Monarchie unter dem Haus Wittelsbach.

## Heute verliehene Orden und Ehrenzeichen
- Bayerischer Maximiliansorden für Wissenschaft und Kunst (1853)
- Feuerwehr-Ehrenzeichen (1920)
- Bayerische Rettungsmedaille (1952)
- Bayerischer Verdienstorden (1957)
- Ehrenzeichen für Verdienste um das Bayerische Rote Kreuz (1957)
- Bayerische Staatsmedaille für soziale Verdienste (1970)
- Bayerische Staatsmedaille für besondere Verdienste um die Umwelt (1972)
- Ehrenzeichen des bayerischen Ministerpräsidenten (1994)
- Bayerische Staatsmedaille für Verdienste um Gesundheit und Pflege (2004)
- Bayerische Staatsmedaille Innere Sicherheit (2013)

## Orden und Ehrenzeichen unter der Herrschaft der Wittelsbacher

### Kurfürstentum Bayern
- Hausritterorden vom Heiligen Georg (1729)

### Kurpfalz-Bayern
Durch die Bildung Kurpfalz-Bayerns 1777 kamen zuvor kurpfälzische Orden nach Bayern.
- Hubertusorden (1444/1708)
- St. Elisabethenorden (1766)
- Orden vom Pfälzer Löwen (1767)
- Großpriorat Bayern des Malteserordens (1782)
- St.-Anna-Orden (1783)
- Civilverdienst-Medaille (1792/1805)
- Militär-Verdienstmedaille (1794)
- Militär-Ehrenzeichen (1795)

### Königreich Bayern
- Militär-Max-Joseph-Orden (1806)

Großes Wappen des Königreichs Bayern nach 1835 mit den Collanen der vier höchsten Orden (von oben nach unten): Hubertusorden, Hausritterorden vom Heiligen Georg, Militär-Max-Joseph-Orden, Verdienstorden der Bayerischen Krone

- Verdienstorden der Bayerischen Krone (1808)
- Militär-Sanitäts-Ehrenzeichen (1812)
- Militärdenkzeichen für 1813/1815 (1814)
- Veteranenschild für 40 Dienstjahre in der Bayerischen Armee (1816)
- Veteranenschild für 24 Dienstjahre in der Bayerischen Armee (1816)
- Theresienorden (1827)
- Ludwigsorden (1827)
- Verdienstorden vom Hl. Michael (1837)
- Medaille des Militärdenkzeichens für 1813/1815 (1848)
- Veteranen-Denkzeichen (1848)
- Denkzeichen für das Jahr 1849 (1849)
- Bayerischer Maximiliansorden für Wissenschaft und Kunst (1853)
- Dienstalterszeichen – ab 1876 Dienstauszeichnungskreuz
- Militärverdienstorden (1866)
- Feldzug-Denkzeichen 1849 (1866)
- Armeedenkzeichen 1866 (1866)
- Erinnerungszeichen für Zivilärzte 1866 (1867)
- Verdienstkreuz für die Jahre 1870/71 (1871)
- Ludwigsmedaille für Wissenschaft und Kunst (1872)
- Ludwigsmedaille für Industrie (1872)
- Landwehr-Dienstauszeichnung (1876)
- Rettungsmedaille (1889)
- St. Georgs-Medaille (1889)
- Luitpoldmedaille (1897)
- Verdienstkreuz für freiwillige Krankenpflege (1901)
- Feuerwehr-Verdienstkreuz (1901)
- Dienstauszeichnungskreuz für freiwillige Krankenpflege (1901)
- Inhaber-Jubiläumsmedaille (1904)
- Prinzregent-Luitpold-Medaille (1905)
- Jubiläumsmedaille für die bayerische Armee (1905)
- Sicherheitsdienst-Auszeichnung (1906)
- Militär-Jubiläumsmedaille (1909)
- Landwirtschaftliche Jubiläumsmedaille (1910)
- Luitpold-Kreuz für 40 Dienstjahre in Staats- und Gemeindedienst (1911)
- Flugzeugführerabzeichen (1913)
- Militär-Sanitäts-Orden (1914)
- Militär-Fliegerbeobachterabzeichen (1914)
- Fliegererinnerungsabzeichen (1914)
- König Ludwig-Kreuz (1916)
- Fliegerschützenabzeichen (1918)
- Hochzeits-Jubiläumsmedaille (1918)
- Erinnerungszeichen an die Goldene Hochzeit des Königspaares (1918)
- Jubiläumskreuz für Offiziere und Unteroffiziere des k.u.k. Infanterie-Regiments Nr. 62 „Ludwig III. König von Bayern“ (1918)
- Erinnerungskreuz für die Mitglieder beider Kammern (1918)

## Ehrenzeichen des Hauses Wittelsbach nach 1918
- Kronprinz-Rupprecht-Medaille (1925–1934)
- Erinnerungszeichen an den 60. Geburtstag von Kronprinz Rupprecht von Bayern (1929)
- Pfalz-Medaille (1930)
- Jubiläums-Medaille des 2. Königlich Bayerischen Infanterie Regiments „Kronprinz“ (1932)
- Jubiläums-Medaille des 10. Königlich Bayerischen Infanterie Regiments „König“ (1932)
- Jubiläums-Medaille des 1. Königlich Bayerischen Chevaulegers Regiments (1932)
- Jubiläums-Medaille des 2. Königlich Bayerischen Chevaulegers Regiments „Taxis“ (1932)
- Weltkriegs-Erinnerungskreuz des 22. Königlich Bayerischen Infanterie Regiments

## Orden und Ehrenzeichen ehemaliger Staaten im heutigen Bayern

### Hochstift Bamberg
- Orden Pour le Merite (1797)
- Militär-Verdienstmedaille (1797)

### Fürstentum Bayreuth
- Ordre de la Concorde (1660)
- Ordre de la Sincérité (1705)

### Großherzogtum Würzburg
- Orden des heiligen Joseph (1807)
- Tapferkeitsmedaille

### FürstentumThurn und Taxis
- Orden De Parfaite Amitié